# Zlatari (Brus)
Zlatari (srbsky Златари) jsou vesnice v jižní části Srbska, administrativně spadající pod opštinu Brus. Leží na břehu řeky Rasina, v jejím údolí a při vodní nádrži (Rasinské jezero).
Z národnostního hlediska je obyvatelstvo v drtivé většině srbské národnosti (cca 99 %). V roce 2011 zde žilo 592 lidí. Počet obyvatel zde setrvale klesá.
Vesnicí prochází silnice č. 38 celostátního významu. Zástavba vesnice je orientována podle této silnice. Nachází se zde pošta a také pláž. V blízkosti vesnice se nachází pozůstatky kostela a hřbitova, které vznikly v době existence Byzantské říše.